# Thaumetopoea processionea
Thaumetopoea processionea là một loài côn trùng trong họ Notodontidae. Loài này được Linnaeus miêu tả khoa học đầu tiên năm 1758.
Đây là loài gây hại của các cây trong chi Quercus, phát triển phổ biến ở Thổ Nhĩ Kỳ.